# نيا ذو القرنين
نيا ذو القرنين (بالإندونيسية: Nia Zulkarnaen) هي مغنية إندونيسية، من مواليد 19يونيو 1970.

## ألبومات الإستديو
- Aku Tetap Menunggu (1985)
- Benang-Benang Cinta (1985)
- Senandung Malam (1985)
- Kesepian (1986)
- Kepastian (1987)
- Satukan Hatiku (1992)
- Kuingin Bersamamu (1993)
- Kanda Disni (1994)
- Hanya Padamu (1997)

## وصلات خارجية
- نيا ذو القرنين على موقع IMDb (الإنجليزية)